# Amphimallon occidentale
Amphimallon occidentale é uma espécie de insetos coleópteros polífagos pertencente à família Melolonthidae.
A autoridade científica da espécie é Petrovitz, tendo sido descrita no ano de 1964.
Trata-se de uma espécie presente no território português.